# Dinajpur Sadar
Dinajpur Sadar (en bengali : দিনাজপুর সদর) est une upazila du Bangladesh dans le district de Dinajpur. En 2012, on y dénombrait 184 159 habitants.